# خطة بكين

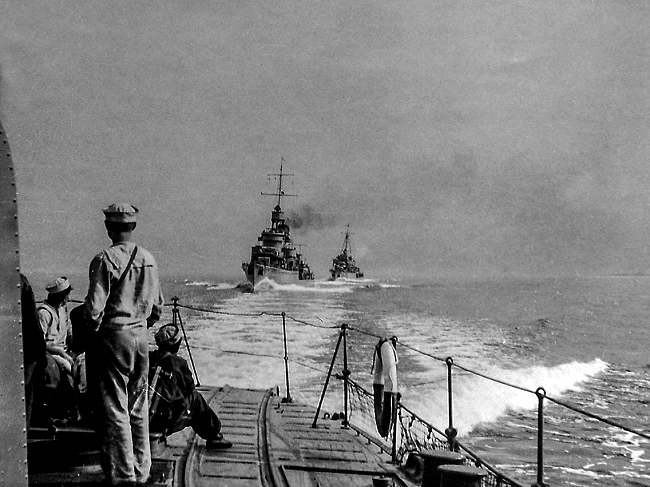
المدمرات البولندية خلال خطة بكين. منظر من بليسكاويكا على جروم وبورزا.

كانت خطة بكين (أو عملية بكين) عملية تم فيها إجلاء ثلاث مدمرات من البحرية البولندية وهي: بورزا وبليسكافيكا وجروم، إلى المملكة المتحدة في أواخر أغسطس وأوائل سبتمبر 1939. أُمرت السفن بالسفر إلى الموانئ البريطانية ومساعدة البحرية الملكية البريطانية في حالة الحرب مع ألمانيا النازية. كانت الخطة ناجحة، مما سمح للسفن بتجنب الدمار أو الاستيلاء في الغزو الألماني.

## خلفية
تم إنشاء الخطة بهدف إزالة فرقة المدمرة ديويجون كونترتوربيدوكوف التابعة للبحرية البولندية من مسرح عمليات بحر البلطيق. كان للكريغسمارينه ميزة عددية كبيرة على البحرية البولندية، وفي حالة اندلاع حرب أدركت القيادة العليا البولندية أن السفن التي بقيت في بحر البلطيق من المرجح أن تغرق بسرعة على يد الألمان. كما أن المضائق الدنماركية كانت ضمن النطاق التشغيلي للقوات البحرية الألمانية والقوات الجوية الألمانية، لذا كانت هناك فرصة ضئيلة لنجاح الخطة، إذا تم تنفيذها بعد بدء الأعمال العدائية.
في 24 أغسطس 1939، قدمت الحكومة البريطانية، من خلال الفريق أول السير أدريان كارتون دي ويارت، رئيس البعثة العسكرية البريطانية، عروضًا قوية إلى المارشال إدوارد سميجلي ريدز، القائد الأعلى للقوات البولندية، لإجلاء العناصر الأكثر حداثة من الأسطول من بحر البلطيق. على الرغم من أن سميجلي ريدز قاوم الفكرة في البداية، إلا أنه وافق عليها في النهاية. 
وكان جزء من سبب قيام سميجلي ريدز ‏ بذلك هو فكرة إنشاء رأس جسر روماني. وكان من المأمول أن تتمكن القوات البولندية من الصمود في جنوب شرق البلاد، بالقرب من الحدود المشتركة مع رومانيا، حتى يتم تعزيزها بهجوم فرنسي بريطاني. كان بإمكان القوى الغربية إرسال الذخائر والأسلحة عبر الموانئ والسكك الحديدية الرومانية، وكانت البحرية البولندية سترافق السفن التي تحمل الإمدادات إلى الموانئ الرومانية.

## الرسو في إدنبرة

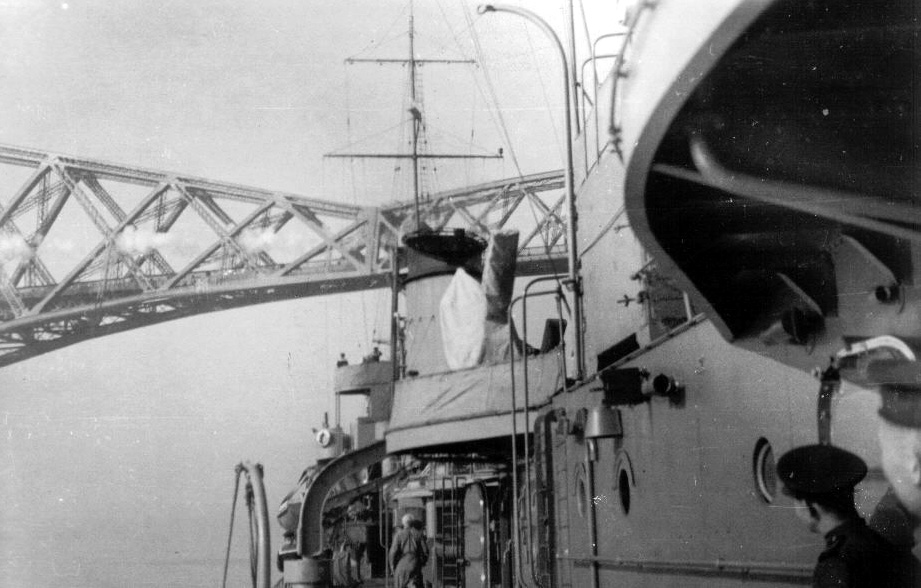
المدمرة البولندية (بليسكاويكا أو جروم) تحت جسر فورث في اسكتلندا

مع تزايد التوترات بين بولندا وألمانيا، وقع قائد الأسطول البولندي، الأدميرال جوزيف أونروغ، الأمر بتنفيذ العملية في 26 أغسطس 1939، بعد يوم واحد من توقيع ميثاق الدفاع المشترك البولندي البريطاني. تم تسليم الأمر في مظاريف مختومة إلى قيادة السفن. في 29 أغسطس، تلقى الأسطول الإشارة "بكين، بكين، بكين" من القائد الأعلى البولندي، المارشال سميجلي ريدز: "نفذوا بكين". في الساعة 12:55 ظهراً، تلقت السفن الإشارة عبر أعلام الإشارة أو الراديو من برج الإشارة في أوكسيوي. فتح القادة المعنيون للسفن المظاريف وغادروا في الساعة 14:15 تحت قيادة القائد البحري رومان ستانكيفيتش. كانت بليسكاويكا تحت قيادة الرائد بحري فلودزيميرز كودرينبسكي، وبورزا بقيادة الرائد بحري ستانيسلاف نهورسكي وجروم تحت قيادة الرائد بحريألكسندر هوليويكز.
أبحرت السفن دون أي مشاكل عبر بحر البلطيق، ودخلت أوريسند بعد منتصف الليل. أثناء مرورهم واجهوا الطراد الخفيف الألماني كونيجسبيرج ومدمرة، ولكن لأن الحرب لم تبدأ بعد لم يكن هناك قتال. ثم مرت السفن البولندية عبر كاتيغات وسكاجيراك. في 31 أغسطس، تم رصد السفن ومتابعتها بواسطة طائرات استطلاع بحرية ألمانية، وقامت المجموعة بتغيير مسارها نحو النرويج من أجل التخلص من المطاردة أثناء الليل، عندما عادت إلى مسارها الأصلي نحو المملكة المتحدة. دخلت السفن بحر الشمال، وفي الساعة 9:25 من يوم 1 سبتمبر علمت بالغزو الألماني لبولندا. في الساعة 12:58، واجهوا المدمرات التابعة للبحرية الملكية البريطانية إتش إم إس وندرر وإتش إم إس والاس واستقبلوا ضابط اتصال. وفي الساعة 17:37، رسوا في ليث، ميناء إدنبرة.

## العواقب على القوات المتحالفة
أثارت خطة بكين جدلاً واسع النطاق في بولندا، ولكنها أثبتت أنها كانت قراراً حكيماً. خدمت السفن وأطقمها جنبًا إلى جنب مع البحرية الملكية طوال الحرب (نجت السفينتان بورزا وبليسكاويكا من الحرب، بينما غرقت السفينة جروم في 4 مايو 1940 في مضيق رومباكن، بالقرب من نارفيك، أثناء الحملة النرويجية). من ناحية أخرى، تعرضت جميع السفن السطحية الأخرى التابعة للبحرية البولندية التي بقيت في بحر البلطيق للهجوم من قبل الأسطول الألماني، حيث أغرقتها أو أسرتها، بدءًا من معركة خليج غدانسك في الأول من سبتمبر.  غرقت السفينتان الحربيتان الرئيسيتان المتبقيتان من الأسطول البولندي، المدمرة ويتشر وزارعة الألغام الثقيلة جريف، بحلول 3 سبتمبر 1939. 
أما الألمان، فقد استدعوا في مواجهة خطة بكين في 30 أغسطس/آب الوحدة التكتيكية التي تم تكليفها بمواجهتهم من بحر البلطيق ـ الطرادات الخفيفة الثلاثة نورمبرج وكولن ولايبزيج، تحت قيادة نائب الأدميرال هيرمان دينش.

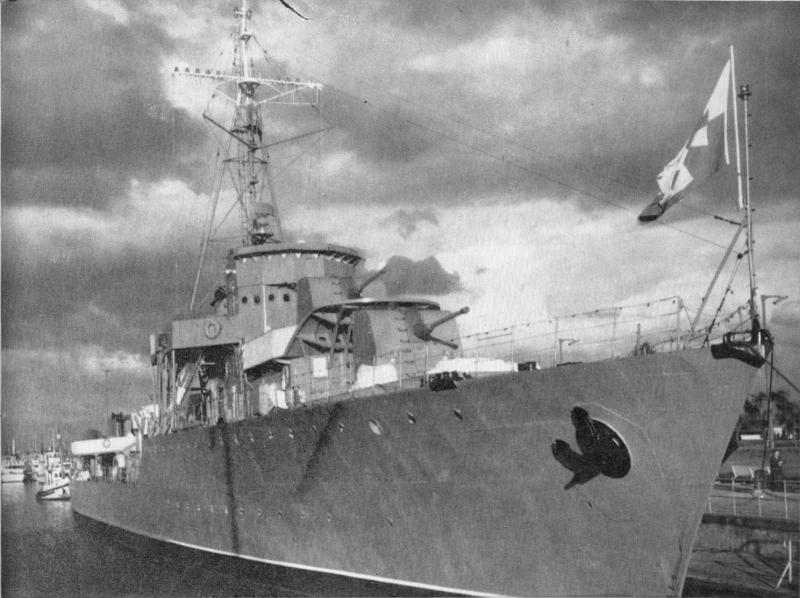
بورزا
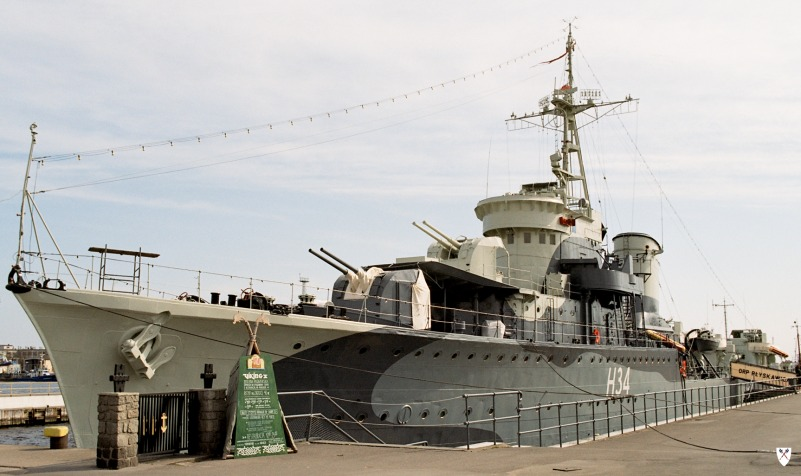
بليسكاويكا
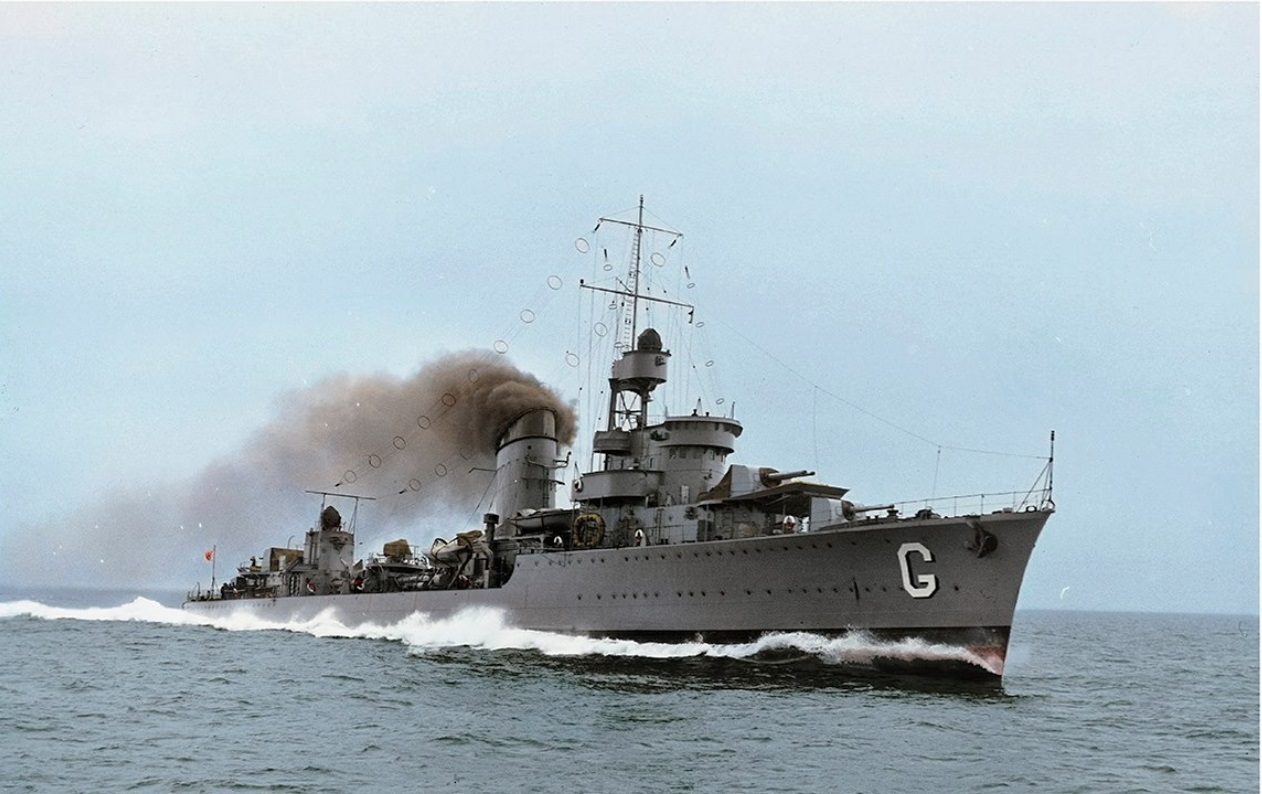
جروم